# Oskar Bly
Johan Oskar Bly, född 23 juni 1977 i Örebro, är en svensk operasångare (tenor).
Bly är son till sångaren Lars Bly. Han fick sin huvudsakliga grundutbildning i sång, dans och skådespeleri vid Teaterhögskolan i Göteborg samt fortbildning genom högre studier i Milano, Köpenhamn och New York. Bly är skolad i den italienska sångtraditionen och är sedan 2011 främst verksam i den italienska operarepertoaren.
Han debuterade under studietiden 2001 med fyra huvudroller vid Basel Musical Theater i Schweiz och engagerades för två konsertturnéer runtom i Europa, tillsammans med utvalda artister från New York och London. I Schweiz framträdde Bly i huvudroller som Jesus i Andrew Lloyd Webbers musikal Jesus Christ Superstar följt av huvudrollen som Claude Bukowskij i musikalen Hair. 2003 hoppade han in för Florian Schneider i rollen som Fantomen i Andrew Lloyd Webbers musikal, the Phantom of the Operas jubileumskonsert i KKL, i Luzern och sjöng även under 2003 huvudrollen som schackspelaren Anatolij Sergievskij i musikalen Chess på en prisbelönt turné med 135 framträdanden i Europa.
I Sverige tillträdde Bly 2004 som teaterchef och iscensatte musikalen Jesus Christ Superstar på Nya Parkteatern i Örebro. Föreställningen vidarefördes 2005 och 2006 vidare till Dalhallas arena och Maximteatern i Stockholm. Efter detta följde fler regiuppdrag av bland annat West Side Story på både Dalhalla och Chinateatern 2007 samt ett nytt internationellt engagemang vid Stadsoperan i Sankt Gallen för huvudrollen som Jean Valjean i det schweiziska uruppförandet av Les Miserables i en iscensättning av Mattias Davids säsongen 2007–2008.
Bly engagerades 2009 vid Dramaten och arbetade parallellt som skådespelare och regiassistent i samband med Lars Noréns världspremiär av Endagsvarelser i regi av Staffan Roos. Samma säsong sjöng han i den musikaliska revyn Klara Buljong på Stockholms Stadsteater under musikalisk ledning av Carl-Axel Dominique. Som konsertsångare har Bly medverkat som solist i en rad nationella och internationella sammanhang.
I New York ingick Bly under studietiden i den fria operagruppen Martha Cadorna Theater i Brooklyn och debuterade 2011 som Rodolfo i gruppens off-broadway-produktion av Puccinis opera La Bohème för att sedan få engagemang vid Nevada Opera som Don José i Carmen, Turiddo i Mascagnis opera Cavallerna Rusticana och som Riccardo i konsertversionen av Verdis opera Maskeradbalen på Symphony Space.